# Chesterton (Huntingdonshire)
Pour les articles homonymes, voir Chesterton.
Chesterton est une paroisse civile et un village du Cambridgeshire, en Angleterre.